# Olympische Sommerspiele 2004/Teilnehmer (Rumänien)
| Gelbes Symbol für Goldmedaillen mit stilisierten Olympischen Ringen | Graues Symbol für Silbermedaillen mit stilisierten Olympischen Ringen | Braundes Symbol für Bronzemedaillen mit stilisierten Olympischen Ringen |
| ------------------------------------------------------------------- | --------------------------------------------------------------------- | ----------------------------------------------------------------------- |
| 8                                                                   | 5                                                                     | 6                                                                       |

Rumänien nahm an den Olympischen Sommerspielen 2004 in der griechischen Hauptstadt Athen mit 108 Sportlern, 58 Frauen und 50 Männern, teil.
Seit 1900 war es die 18. Teilnahme Rumäniens bei Olympischen Sommerspielen.

## Flaggenträger
Die Ruderin Elisabeta Lipă trug die Flagge Rumäniens während der Eröffnungsfeier im Olympiastadion.

## Medaillengewinner
Mit acht gewonnenen Gold-, fünf Silber- und sechs Bronzemedaillen belegte das rumänische Team Platz 14 im Medaillenspiegel.

### Gold
| Name/n | Sportart  | Wettkampf                   |
| --- | --------- | --------------------------- |
| Georgeta Damian & Viorica Susanu | Rudern    | Zweier ohne Steuerfrau      |
| Angela Alupei & Constanța Burcică | Rudern    | Leichtgewichts-Doppelzweier |
| Aurica Bărăscu, Georgeta Damian, Rodica Florea, Liliana Gafencu, Elena Georgescu, Doina Ignat, Elisabeta Lipă, Ioana Papuc & Viorica Susanu | Rudern    | Achter                      |
| Camelia Potec | Schwimmen | 200 Meter Freistil          |
| Monica Roșu | Turnen    | Pferdsprung                 |
| Cătălina Ponor | Turnen    | Boden                       |
| Cătălina Ponor | Turnen    | Schwebebalken               |
| Oana Ban, Alexandra Eremia, Cătălina Ponor, Monica Roșu, Daniela Șofronie & Silvia Stroescu                                                 | Turnen    | Team                        |

### Silber
| Name                    | Sportart       | Wettkampf        |
| ----------------------- | -------------- | ---------------- |
| Marian Oprea            | Leichtathletik | Dreisprung       |
| Ionela Târlea-Manolache | Leichtathletik | 400 Meter Hürden |
| Marian Drăgulescu       | Turnen         | Boden            |
| Marius Urzică           | Turnen         | Seitpferd        |
| Daniela Șofronie        | Turnen         | Boden            |

### Bronze
| Name/n                                                                                          | Sportart       | Wettkampf        |
| ----------------------------------------------------------------------------------------------- | -------------- | ---------------- |
| Ionuț Gheorghe                                                                                  | Boxen          | Weltergewicht    |
| Maria Cioncan                                                                                   | Leichtathletik | 1500 Meter       |
| Răzvan Florea                                                                                   | Schwimmen      | 200 Meter Rücken |
| Marian Drăgulescu, Daniel Popescu, Dan Potra, Răzvan Șelariu, Ioan Silviu Suciu & Marius Urzică | Turnen         | Team             |
| Marian Drăgulescu                                                                               | Turnen         | Pferdsprung      |
| Alexandra Eremia                                                                                | Turnen         | Schwebebalken    |

## Teilnehmer nach Sportarten

### Boxen
- Ionuț Gheorghe
Halbweltergewicht: Bronze

- Marian Simion
Mittelgewicht: 2. Runde

- Viorel Simion
Federgewicht: Viertelfinale

### Fechten
- Ana Maria Brânză
Frauen, Degen, Einzel:16. Platz

- Laura Cârlescu-Badea
Frauen, Florett, Einzel: 5. Platz

- Mihai Covaliu
Männer, Säbel, Einzel: 7. Platz

- Cătălina Gheorghițoaia
Frauen, Säbel, Einzel: 4. Platz

- Alexandru Nyisztor
Männer, Degen, Einzel: 31. Platz

- Roxana Scarlat
Frauen, Florett, Einzel: 9. Platz

### Gewichtheben
- Valeriu Calancea
Männer, Halbschwergewicht: DNF

- Sebastian Ioan Dogariu
Männer, Mittelgewicht: 10. Platz

- Vasile Claudiu Hegheduș
Männer, Mittelgewicht: DNF

- Adrian Ioan Jigău
Männer, Bantamgewicht: 6. Platz

- Mărioara Munteanu
Frauen, Federgewicht: 4. Platz

- Stănel Stoica
Männer, Leichtgewicht: 9. Platz

- Florin Veliciu
Männer, Federgewicht: 14. Platz

### Judo
- Claudiu Baștea
Männer, Leichtgewicht: Viertelfinale

- Ioana Dinea-Aluaș
Frauen, Halbleichtgewicht: 7. Platz

- Alina Dumitru
Frauen, Extraleichtgewicht: 5. Platz

- Gabi Munteanu
Männer, Schwergewicht: Hoffnungsrunde

### Kanu
- Marian Băban
Männer, Zweier-Kajak, 500 Meter: Halbfinale
Männer, Kayak-Vierer, 1000 Meter: 7. Platz

- Alexandru Ceaușu
Männer, Vierer-Kajak, 1000 Meter: 7. Platz

- Corneli Vasile Curuzan
Männer, Vierer-Kajak, 1000 Meter: 7. Platz

- Florin Mironcic
Männer, Einer-Canadier, 500 Meter: Halbfinale

- Florin Popescu
Männer, Zweier-Canadier, 500 Meter: 4. Platz
Männer, Zweier-Canadier, 1000 Meter: 4. Platz

- Mitică Pricop
Männer, Einer-Canadier, 1000 Meter: Halbfinale

- Silviu Simioncencu
Männer, Zweier-Canadier, 500 Meter: 4. Platz
Männer, Zweier-Canadier, 1000 Meter: 4. Platz

- Lidia Talpă
Frauen, Zweier-Kajak, 500 Meter: 4. Platz

- Ștefan Vasile
Männer, Zweier-Kajak, 500 Meter: Halbfinale
Männer, Vierer-Kajak, 1000 Meter: 7. Platz

- Florica Vulpeș
Frauen, Zweier-Kajak, 500 Meter: 4. Platz

### Leichtathletik
- Adina Anton
Frauen, Weitsprung: 17. Platz in der Qualifikation

- Mihaela Botezan
Frauen, 10.000 Meter: 11. Platz

- Norica Câmpean
Frauen, 20 Kilometer Gehen: 27. Platz

- Maria Cioncan
Frauen, 800 Meter: 7. Platz
Frauen, 1500 Meter: Bronze

- Daniela Cîrlan
Frauen, 20 Kilometer Gehen: 37. Platz

- Alina Cucerzan
Frauen, 1500 Meter: Vorläufe

- Constantina Diță-Tomescu
Frauen, Marathon: 20. Platz

- Adelina Gavrilă
Frauen, Dreisprung: 15. Platz

- Nicoleta Grasu
Frauen, Diskuswurf: 5. Platz

- Ana Maria Groza
Frauen, 20 Kilometer Gehen: 29. Platz

- Gheorghe Gușet
Männer, Kugelstoßen: 14. Platz in der Qualifikation

- Elena Iagăr
Frauen, 1500 Meter: Vorläufe

- Monica Iagăr-Dinescu
Frauen, Hochsprung: 8. Platz

- Alina Militaru
Frauen, Weitsprung: kein gültiger Versuch in der Qualifikation

- Angela Moroșanu
Frauen, 4 × 400 Meter: 6. Platz

- Nuța Olaru
Frauen, Marathon: 13. Platz

- Marian Oprea
Männer, Dreisprung: Silber

- Oana Pantelimon
Frauen, Hochsprung: 7. Platz

- Alina Rîpanu
Frauen, 4 × 400 Meter: 6. Platz

- Maria Rus
Frauen, 4 × 400 Meter: 6. Platz

- Lidia Șimon
Frauen, Marathon: DNF

- Mariana Solomon
Frauen, Weitsprung: 16. Platz in der Qualifikation

- Ionela Târlea-Manolache
Frauen, 400 Meter Hürden: Silber 
Frauen, 4 × 400 Meter: 6. Platz

- Bogdan Țăruș
Männer, Weitsprung: 8. Platz

- Felicia Țilea-Moldovan
Frauen, Speerwurf: 11. Platz

- Ștefan Vasilache
Männer, Hochsprung: 15. Platz in der Qualifikation

### Radsport
- Ovidiu Tudor Oprea
Männer, Mountainbike, Cross-Country: 37. Platz

### Reiten
- Viorel Bubău
Vielseitigkeit, Einzel: DNF

### Ringen
- Rareș Chintoan
Männer, Superschwergewicht: Freistil: 19. Platz

- Eusebiu Diaconu
Männer, Leichtgewicht, griechisch-römisch: 7. Platz

- Nicolae Ghiță
Männer, Halbschwergewicht, Freistil: 9. Platz

- Marian Sandu
Männer, Federgewicht, griechisch-römisch: 11. Platz

- Petru Sudureac
Männer, Schwergewicht, griechisch-römisch: 15. Platz

### Rudern
- Florin Corbeanu, Ovidiu Cornea, Daniel Măstăcan & Gheorghița Munteanu
Männer, Vierer ohne Steuermann: 13. Platz

- Camelia Macoviciuc & Simona Mușat
Frauen, Doppelzweier: 5. Platz

- Georgeta Damian & Viorica Susanu
Frauen, Zweier ohne Steuerfrau: Gold

- Angela Alupei & Constanța Burcică
Frauen, Leichtgewicht-Doppelzweier: Gold

- Aurica Bărăscu, Georgeta Damian, Liliana Gafencu, Elena Georgescu, Doina Ignat, Elisabeta Lipă, Ioana Rotaru, Rodica Șerban & Viorica Susanu
Frauen, Achter: Gold

### Schießen
- Sorin Babii
Männer, Luftpistole: 13. Platz
Männer, Freie Scheibenpistole: 18. Platz

- Iulian Raicea
Männer, Luftpistole: 39. Platz
Männer, Schnellfeuerpistole: 5. Platz

### Schwimmen
- Beatrice Câșlaru
Frauen, 4 × 200 Meter Lagen: 11. Platz
Frauen, 200 Meter Lagen: 8. Platz
Frauen, 400 Meter Lagen: 14. Platz

- Dragoș Coman
Männer, 400 Meter Freistil: 16. Platz
Männer, 1500 Meter Freistil: 7. Platz

- Răzvan Florea
Männer, 100 Meter Rücken: 10. Platz
Männer, 200 Meter Rücken: Bronze

- Ștefan Gherghel
Männer, 100 Meter Schmetterling: 27. Platz
Männer, 200 Meter Schmetterling: 5. Platz

- Larisa Lăcusță
Frauen, 200 Meter Freistil: 38. Platz
Frauen, 4 × 200 Meter Freistil: 11. Platz

- Simona Păduraru
Frauen, 400 Meter Freistil: 11. Platz
Frauen, 800 Meter Freistil: 8. Platz
Frauen, 4 × 200 Meter Freistil: 11. Platz

- Camelia Potec
Frauen, 200 Meter Freistil: Gold 
Frauen, 400 Meter Freistil: 4. Platz
Frauen, 800 Meter Freistil: 16. Platz
Frauen, 4 × 200 Meter Freistil: 11. Platz

### Tennis
- Victor Hănescu
Männer, Einzel: 1. Runde
Männer, Doppel: 1. Runde

- Andrei Pavel
Männer, Einzel: 1. Runde
Männer, Doppel: 1. Runde

### Tischtennis
- Otilia Bădescu
Frauen, Einzel: 2. Runde

- Adrian Crișan
Männer, Einzel: 3. Runde

- Adriana Zamfir
Frauen, Einzel: 4. Runde
Frauen, Doppel: 3. Runde

- Mihaela Șteff
Frauen, Einzel: 3. Runde
Frauen, Doppel: 3. Runde

### Turnen
- Oana Ban
Frauen, Einzelmehrkampf: 3. Platz in der Qualifikation
Frauen, Mannschaftsmehrkampf: Gold 
Frauen, Boden: 4. Platz in der Qualifikation
Frauen, Pferdsprung: 23. Platz in der Qualifikation
Frauen, Stufenbarren: 29. Platz in der Qualifikation
Frauen, Schwebebalken: 5. Platz in der Qualifikation

- Marian Drăgulescu
Männer, Einzelmehrkampf: 8. Platz
Männer, Mannschaftsmehrkampf: Bronze 
Männer, Boden: Silber 
Männer, Pferdsprung: Bronze 
Männer, Barren: 33. Platz in der Qualifikation
Männer, Reck: 34. Platz in der Qualifikation
Männer, Ringe: 49. Platz in der Qualifikation
Männer, Seitpferd: 43. Platz in der Qualifikation

- Alexandra Eremia
Frauen, Einzelmehrkampf: 68. Platz in der Qualifikation
Frauen, Mannschaftsmehrkampf: Gold 
Frauen, Boden: 40. Platz in der Qualifikation
Frauen, Stufenbarren: 41. Platz in der Qualifikation
Frauen, Schwebebalken: Bronze

- Cătălina Ponor
Frauen, Einzelmehrkampf: 64. Platz in der Qualifikation
Frauen, Mannschaftsmehrkampf: Gold 
Frauen, Boden: Gold 
Frauen, Pferdsprung: 5. Platz in der Qualifikation
Frauen, Schwebebalken: Gold

- Daniel Popescu
Männer, Einzelmehrkampf: 93. Platz
Männer, Mannschaftsmehrkampf: Bronze 
Männer, Ringe: 40. Platz in der Qualifikation
Männer, Seitpferd: 19. Platz in der Qualifikation

- Dan Potra
Männer, Einzelmehrkampf: 26. Platz
Männer, Mannschaftsmehrkampf: Bronze 
Männer, Boden: 27. Platz in der Qualifikation
Männer, Pferdsprung: 51. Platz in der Qualifikation
Männer, Barren: 34. Platz in der Qualifikation
Männer, Reck: 72. Platz in der Qualifikation
Männer, Ringe: 45. Platz in der Qualifikation
Männer, Seitpferd: 44. Platz in der Qualifikation

- Monica Roșu
Frauen, Einzelmehrkampf: 66. Platz in der Qualifikation
Frauen, Mannschaftsmehrkampf: Gold 
Frauen, Boden: 25. Platz in der Qualifikation
Frauen, Pferdsprung: Gold 
Frauen, Stufenbarren: 33. Platz in der Qualifikation

- Răzvan Șelariu
Männer, Einzelmehrkampf: 52. Platz
Männer, Mannschaftsmehrkampf: Bronze 
Männer, Boden: 22. Platz in der Qualifikation
Männer, Pferdsprung: 26. Platz in der Qualifikation
Männer, Barren: 56. Platz in der Qualifikation
Männer, Reck: 40. Platz in der Qualifikation
Männer, Ringe: 13. Platz in der Qualifikation

- Daniela Șofronie
Frauen, Einzelmehrkampf: 5. Platz
Frauen, Mannschaftsmehrkampf: Gold 
Frauen, Boden: Silber 
Frauen, Pferdsprung: 9. Platz in der Qualifikation
Frauen, Stufenbarren: 6. Platz
Frauen, Schwebebalken: 12. Platz in der Qualifikation

- Silvia Stroescu
Frauen, Einzelmehrkampf: 69. Platz in der Qualifikation
Frauen, Mannschaftsmehrkampf: Gold 
Frauen, Pferdsprung: 34. Platz in der Qualifikation
Frauen, Stufenbarren: 39. Platz in der Qualifikation
Frauen, Schwebebalken: 10. Platz in der Qualifikation

- Ioan Silviu Suciu
Männer, Einzelmehrkampf: 4. Platz
Männer, Mannschaftsmehrkampf: Bronze 
Männer, Boden: 17. Platz in der Qualifikation
Männer, Pferdsprung: 10. Platz in der Qualifikation
Männer, Barren: 39. Platz in der Qualifikation
Männer, Reck: 46. Platz in der Qualifikation
Männer, Ringe: 48. Platz in der Qualifikation
Männer, Seitpferd: 9. Platz in der Qualifikation

- Marius Urzică
Männer, Einzelmehrkampf: 80. Platz in der Qualifikation
Männer, Mannschaftsmehrkampf: Bronze 
Männer, Barren: 12. Platz in der Qualifikation
Männer, Reck: 24. Platz in der Qualifikation
Männer, Seitpferd: Silber

### Wasserspringen
- Ramona Ciobanu
Frauen, Turmspringen: 24. Platz